# Bobby Williamson
Robert Williamson, detto Bobby (Glasgow, 13 agosto 1961), è un ex calciatore e allenatore di calcio scozzese, di ruolo attaccante.

## Palmarès

### Giocatore

#### Competizioni nazionali
- Coppa di Lega scozzese: 1

Rangers: 1983-1984, 1984-1985

### Allenatore

#### Competizioni nazionali
- Coppa di Scozia: 1

Kilmarnock: 1996-1997
- Kenyan Premier League: 1

Gor Mahia: 2013